# Häfen Speyer
Die Häfen Speyer umfassen zwei Hafenbecken für die Großschifffahrt, eine Lände für die Personenschifffahrt (Stromhafen), einen Sportboothafen für die Freizeitschifffahrt sowie ein Gewerbegebiet.
 
Sie liegen bei Rheinkilometer 399 im Osten der Stadt Speyer, Rheinland-Pfalz am Oberrhein.

## Geographie
Die Häfen in Speyer liegen linksrheinisch an drei räumlich getrennten Standorten östlich des Ortskerns auf einer Höhe von 97 m ü. NN.
- Rhein km 399,6 W: Neuer Hafen Speyer (gewerbliche Großschifffahrt)[1]
- Rhein km 399,6 W: Werfthafen Speyer (Einfahrt)
- Rhein km 400,0 W: Personenschifffahrtslände Speyer (Stromhafen)[2]
- Rhein km 400,5 W: Yachthafen Speyer (alter Hafen)

## Geschichte
Bereits zur Bronzezeit, Hallstattzeit und Latènezeit war der Rhein ein wichtiger Handelsweg zwischen der Nordsee und dem Mittelmeer. Es wurde gerudert, gesegelt, gestakt und getreidelt. Zu römischer Zeit kam die strategische Bedeutung für die römische Rheinflotte hinzu. Nach dem Zerfall des römischen Reiches wurde die Rheinschifffahrt durch alle Zeiten beibehalten und bis Ende des 19. Jahrhunderts auch die Flößerei betrieben.
Wann der erste Schutzhafen mit einem vom Rheinstrom abgesetzten Becken in Speyer entstand, ist nicht überliefert. Bekannt ist allerdings, dass er an der Mündung des Speyerbaches lag. Auf einer Karte Speyers von 1645 ist er noch nicht verzeichnet oder war im Dreißigjährigen Krieg zerstört. Auf einer Federzeichnung von 1750 ist er jedoch deutlich ersichtlich als neben dem Rhein liegend abgebildet. 
1847 wurde erstmals auch ein Bahnanschluss geschaffen.
Im Zweiten Weltkrieg wurden die Anlagen größtenteils zerstört. Im Vollzug von Hitlers Nerobefehl (19. März 1945) wurde am 23. März 1945 schließlich auch die benachbarte Rheinbrücke durch deutsche Truppen gesprengt.
Ab 1951/52 erfolgte der Wiederaufbau; 1953 waren die Hafenbecken in ihrer heutigen Form wiedererrichtet.

## Gewerbe und Infrastruktur
Heute umfassen die gewerblichen Hafenanlagen 95 Hektar Wasserfläche sowie weitere 48 ha des Werfthafens. Es stehen 2,8 km Kaianlagen zur Verfügung, von denen 700 m auch mit Gleisanschlüssen der Hafenbahn erschlossen sind, womit ein trimodalen Güterumschlag möglich ist. Große Rheinschiffe mit 110 m Länge können direkt im Hafenbecken wenden.
Der Hafen ist aufnahmefähig für Binnenschiffe bis zu 5.200 t Verdrängung und dient heute überwiegend dem Umschlag von Mineralölprodukten. Als Schutzhafen kann die Anlage nur Fahrzeuge der Gefahrenklasse 3a aufnehmen.

## Verkehr
Die Häfen in Speyer sind über die Bundesstraße 39 verkehrsmäßig erschlossen; ein Abzweiggleis vom Bahnhof Speyer verbindet den Schienenverkehr der Hafenbahn mit der Bahnstrecke Schifferstadt–Wörth.

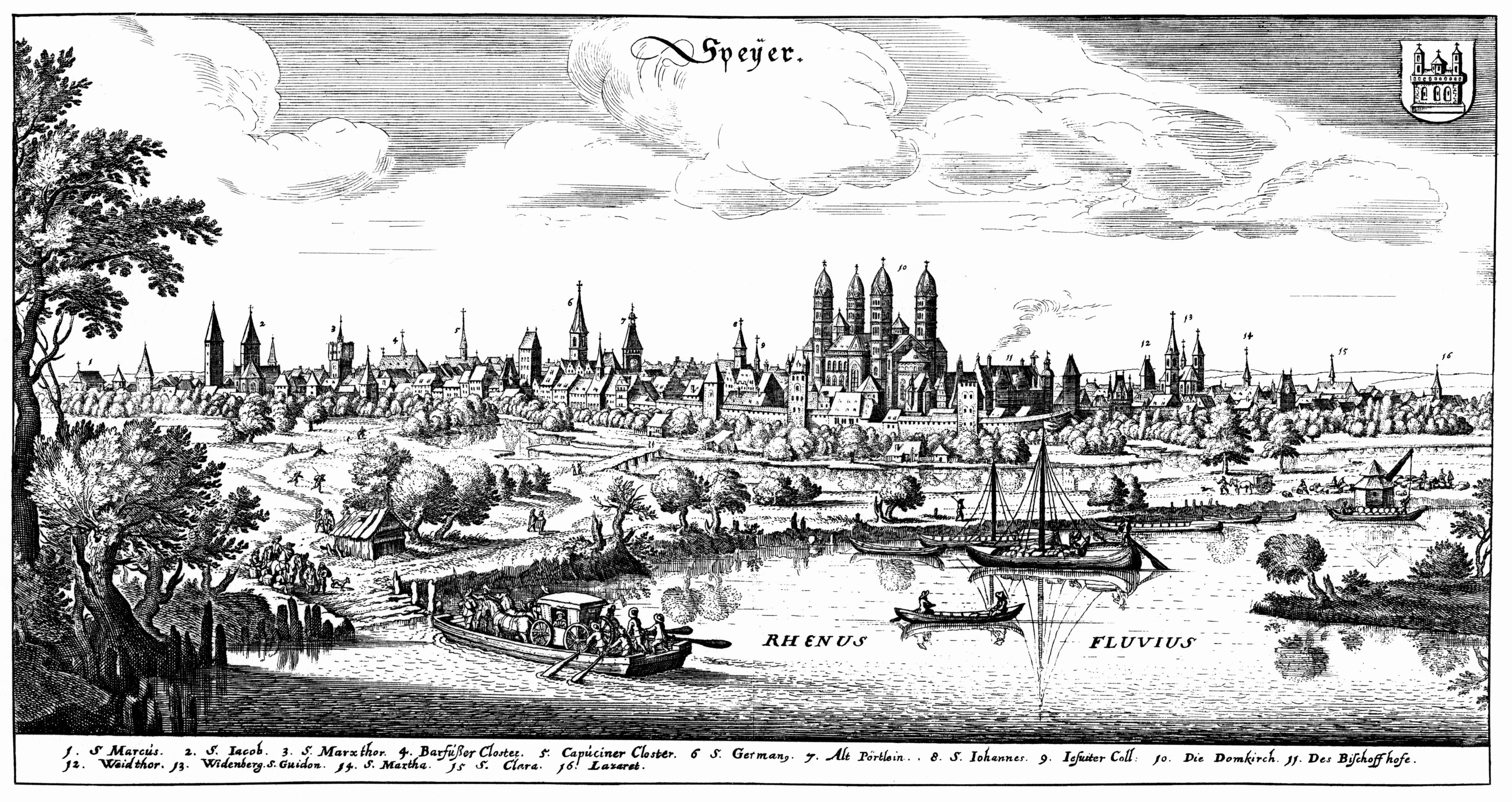
1637
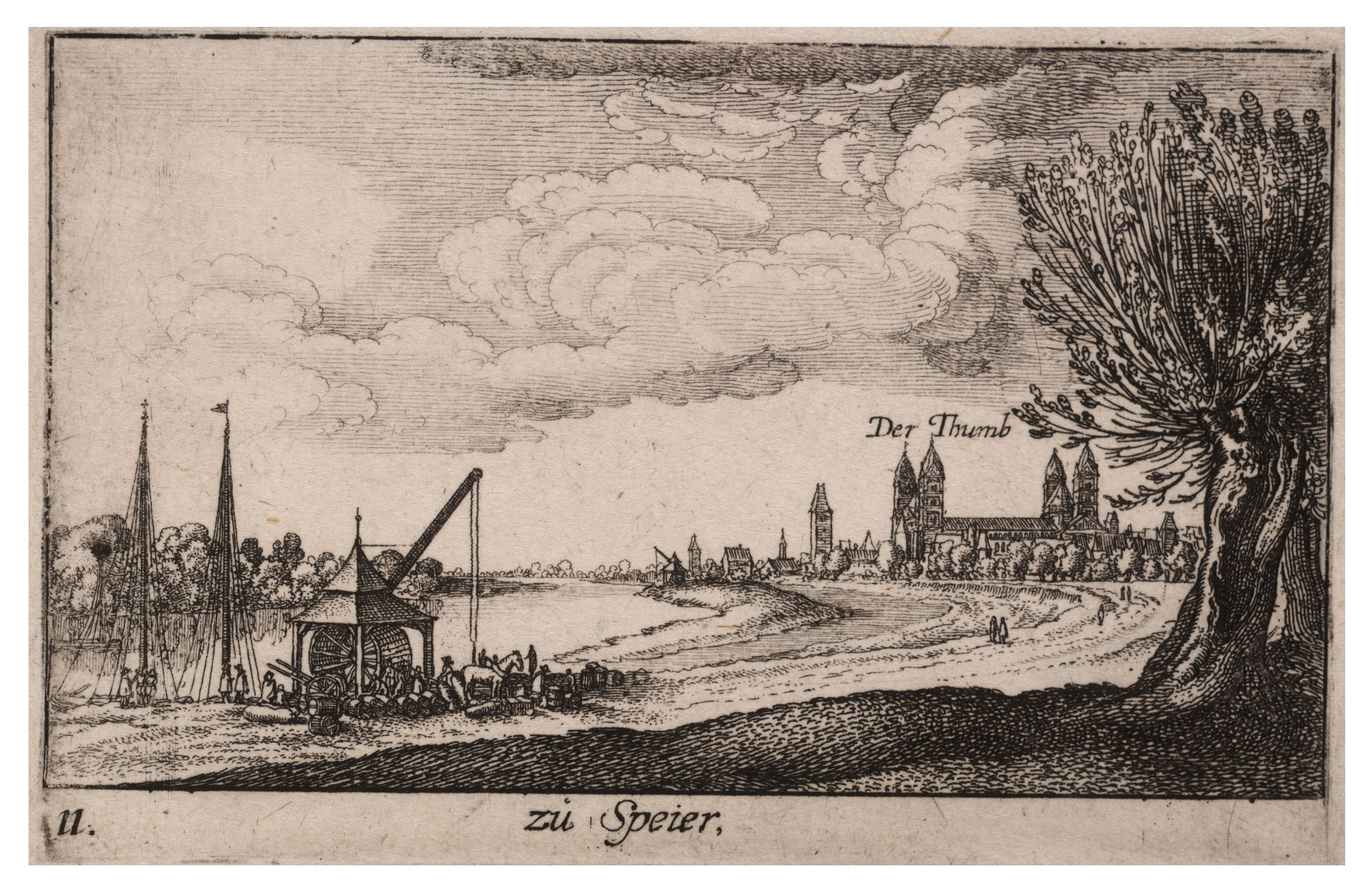
Rheinkraner um 1650
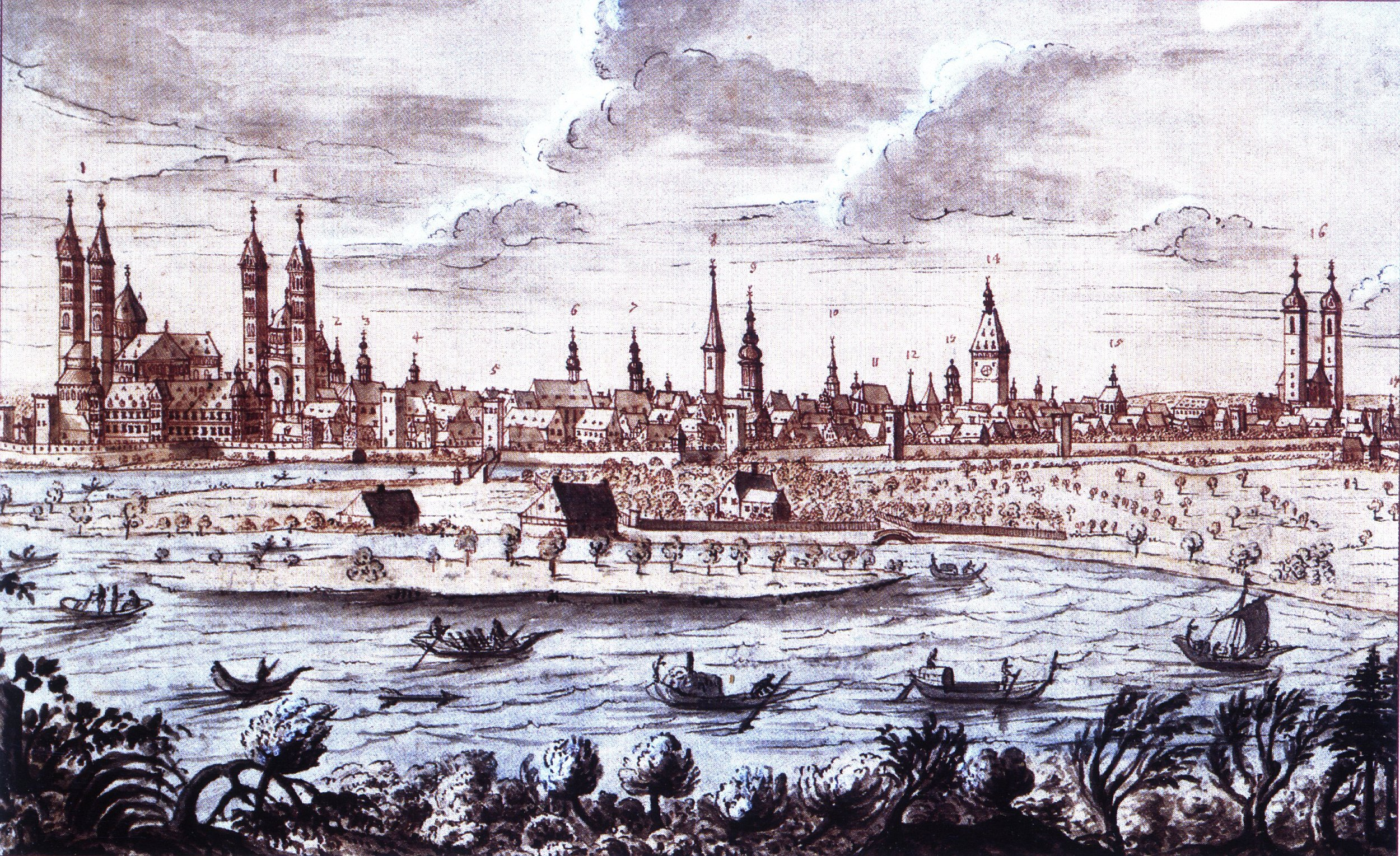
1750
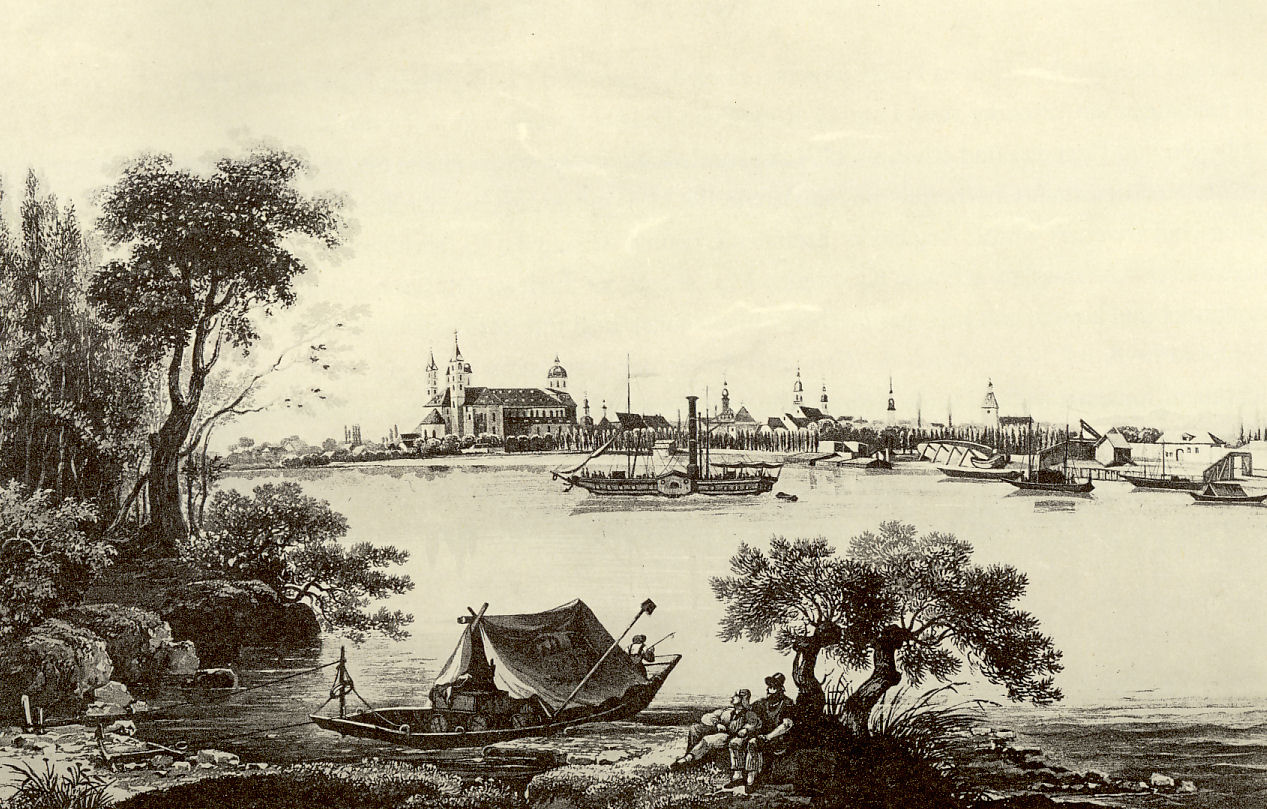
Im 18. Jahrhundert
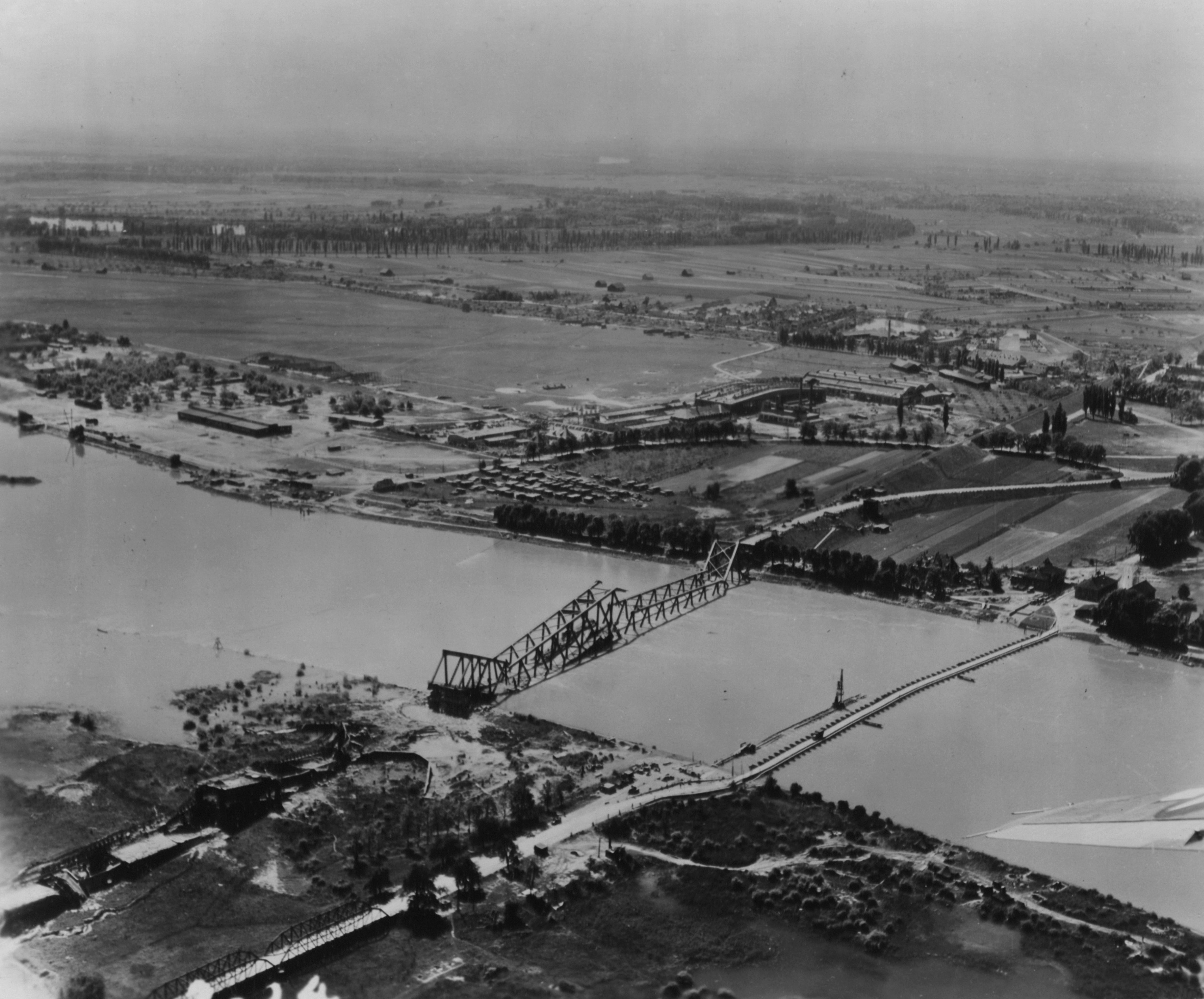
Mai 1945, Luftbild mit Behelfsbrücke
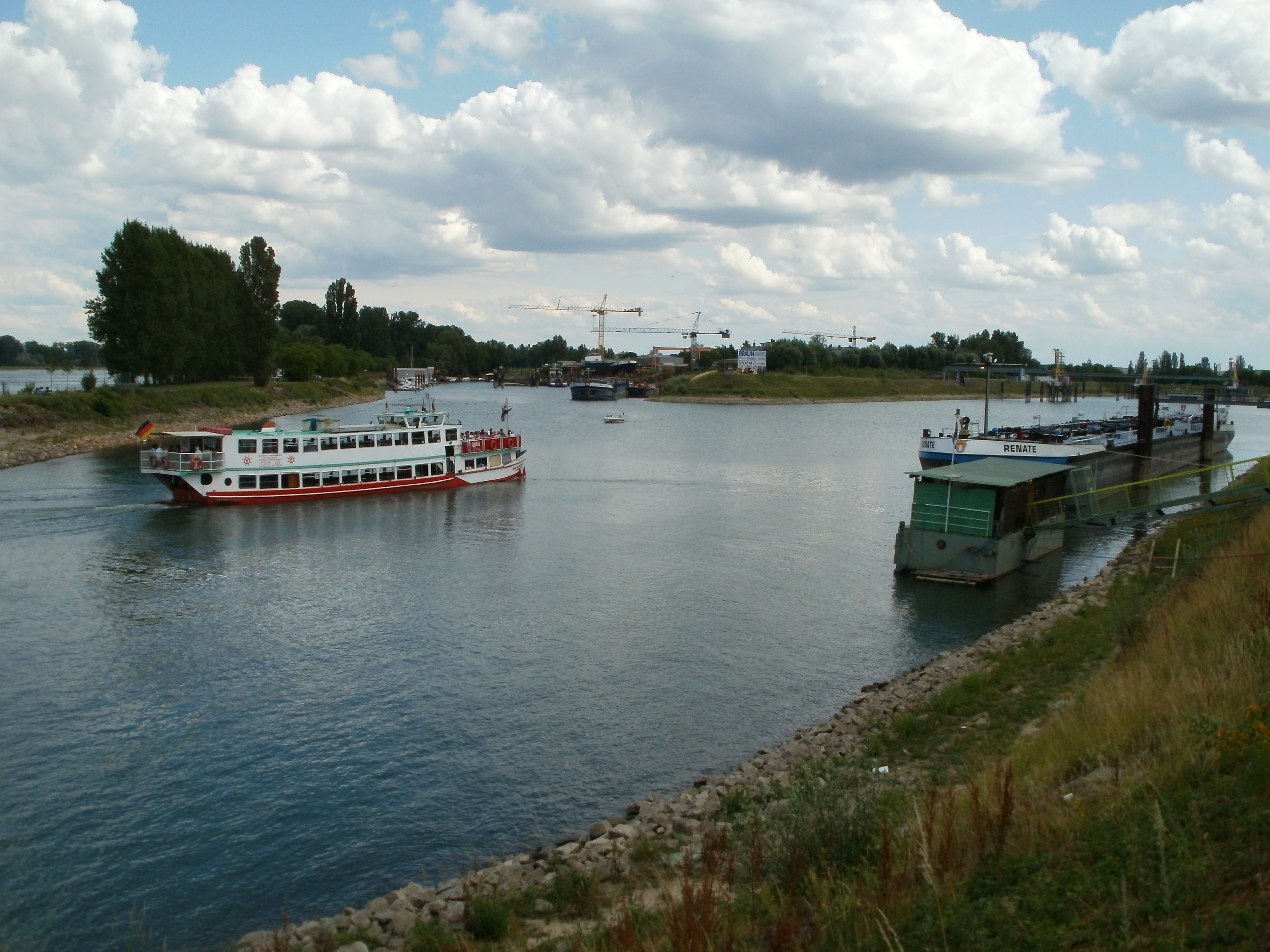
Einfahrten zu Werft- und Frachthafen. Links die Pfälzerland